# Antey-Saint-André
Antey-Saint-André is een gemeente in de Italiaanse regio Aostadal en telt 602 inwoners (31-12-2004). De oppervlakte bedraagt 11 km², de bevolkingsdichtheid is 55 inwoners per km².

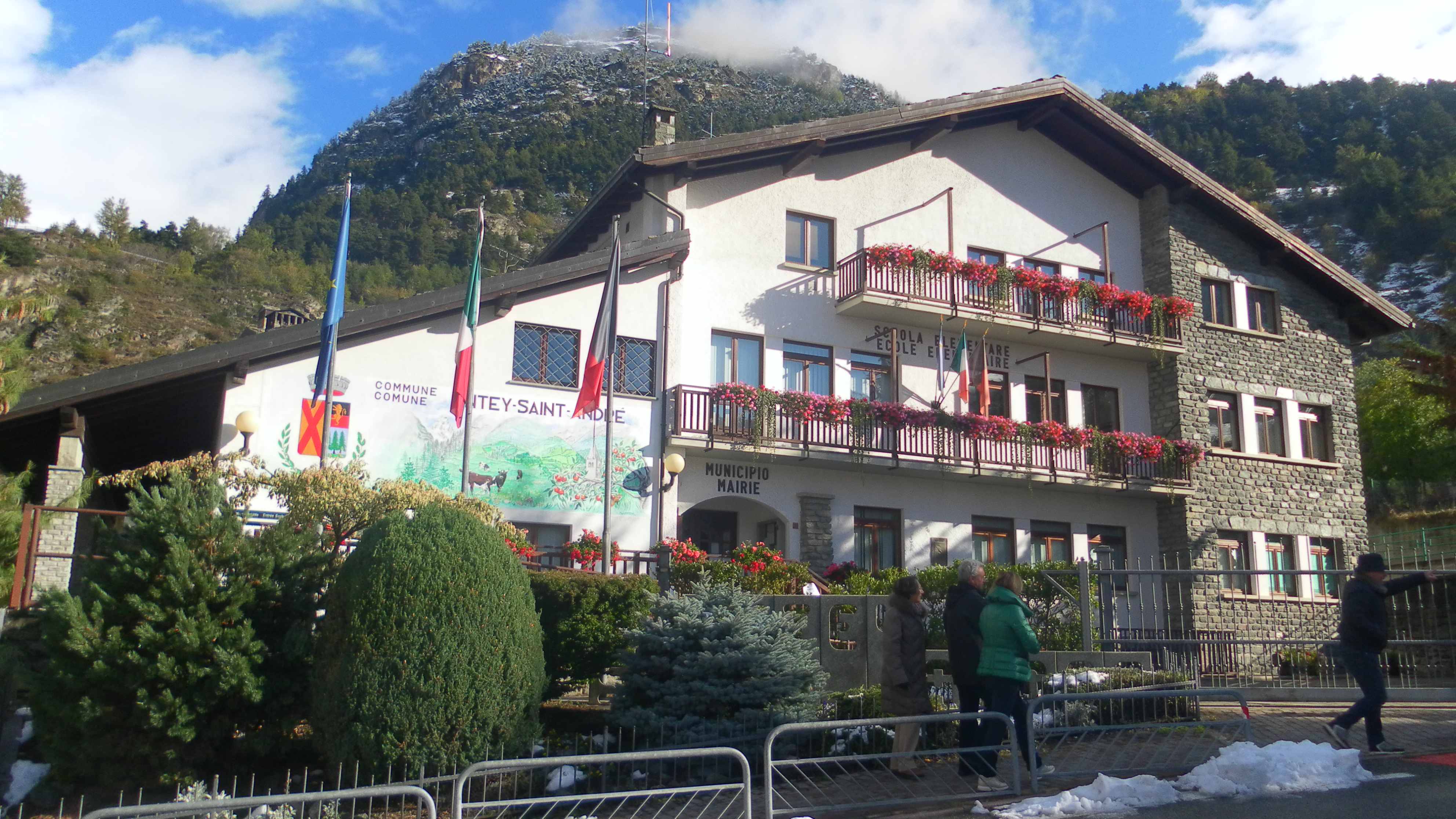
Gemeentehuis en school
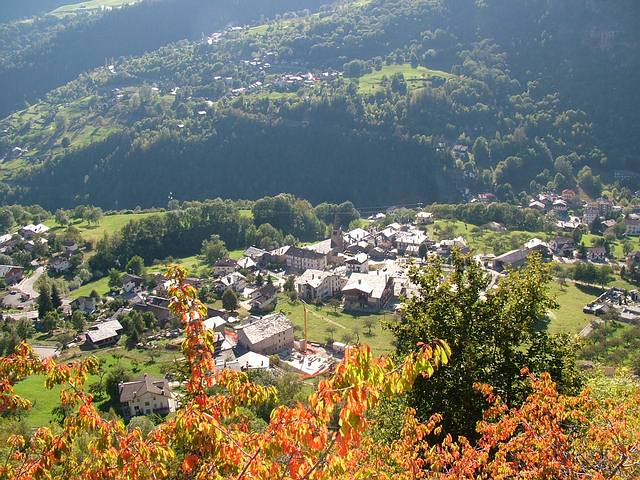
Antey-Saint-André

## Geografie
De gemeente ligt op ongeveer 1074 m boven zeeniveau.
Antey-Saint-André grenst aan de volgende gemeenten: Chamois, Châtillon, La Magdeleine, Saint-Denis, Torgnon, Valtournenche.